# Vitgölen (Västra Hargs socken, Östergötland)
Vitgölen är en sjö i Mjölby kommun i Östergötland och ingår i Motala ströms huvudavrinningsområde.